# São Leopoldo
São Leopoldo là một đô thị thuộc bang Rio Grande do Sul, Brasil. Đô thị này có diện tích 102,313 km², dân số năm 2007 là 207721 người, mật độ 2030,25 người/km².